# Dalea feayi
Dalea feayi är en ärtväxtart som först beskrevs av Chapman, och fick sitt nu gällande namn av Rupert Charles Barneby. Dalea feayi ingår i släktet Dalea, och familjen ärtväxter. Inga underarter finns listade i Catalogue of Life.

## Bildgalleri

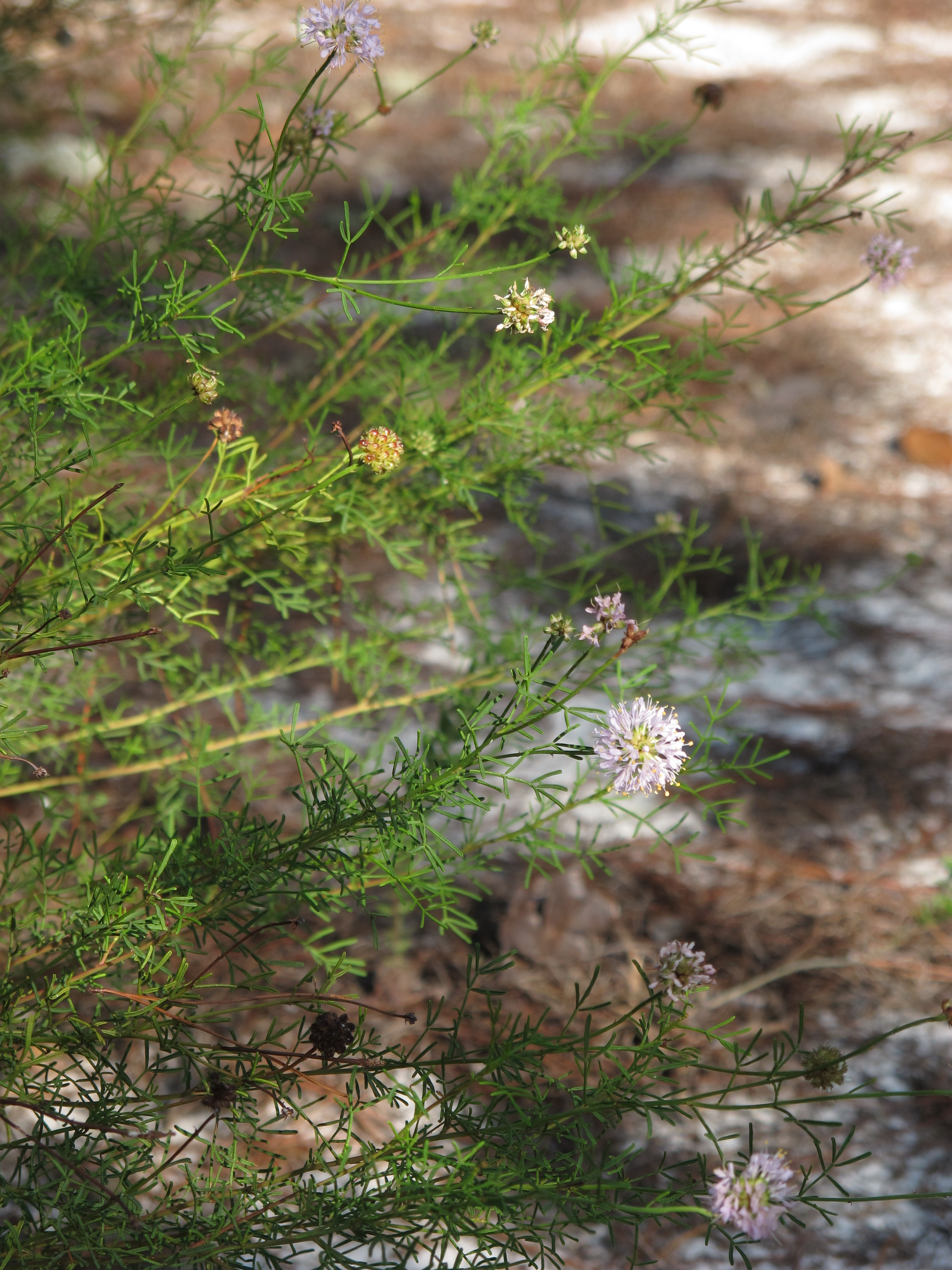
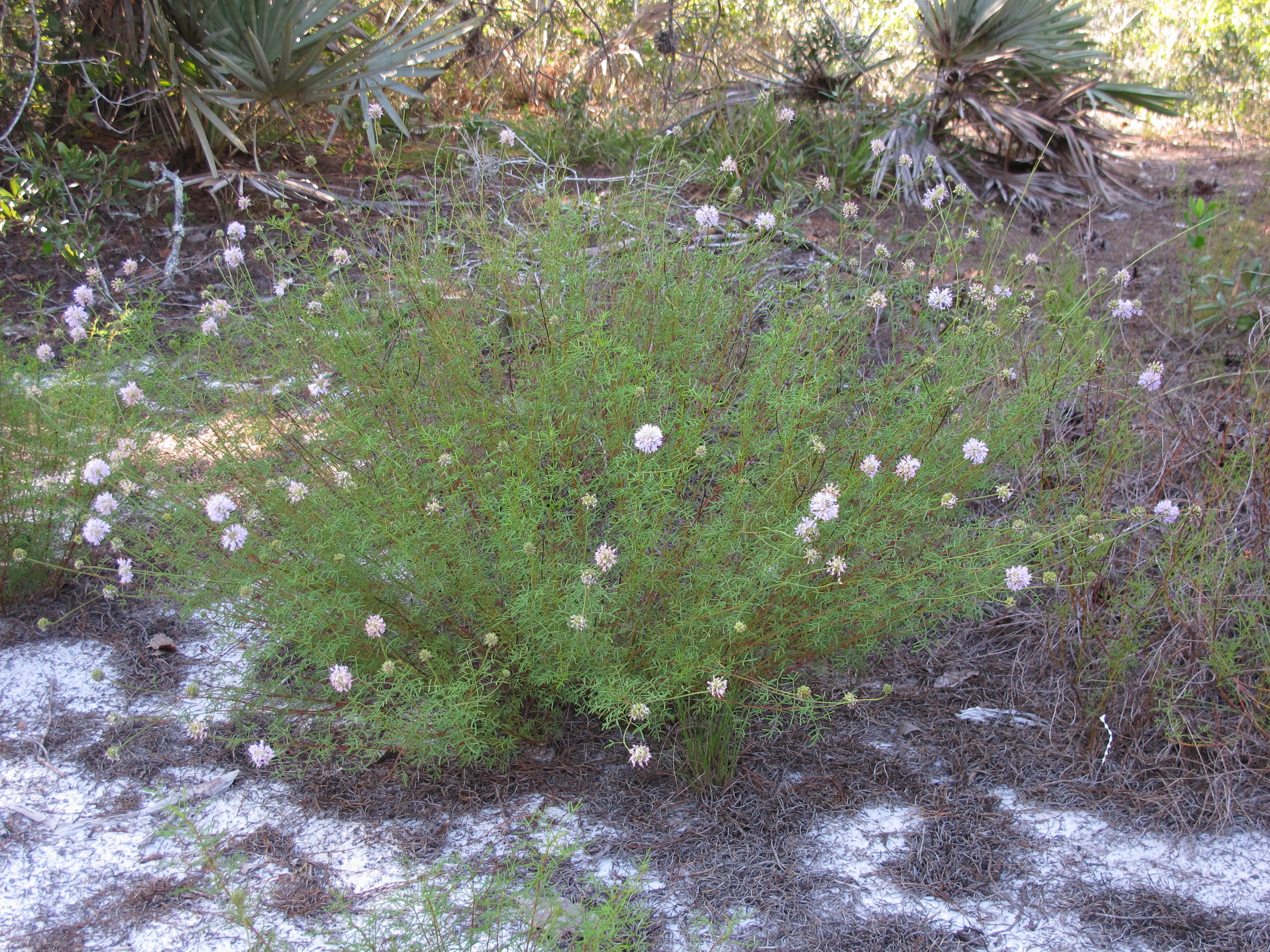
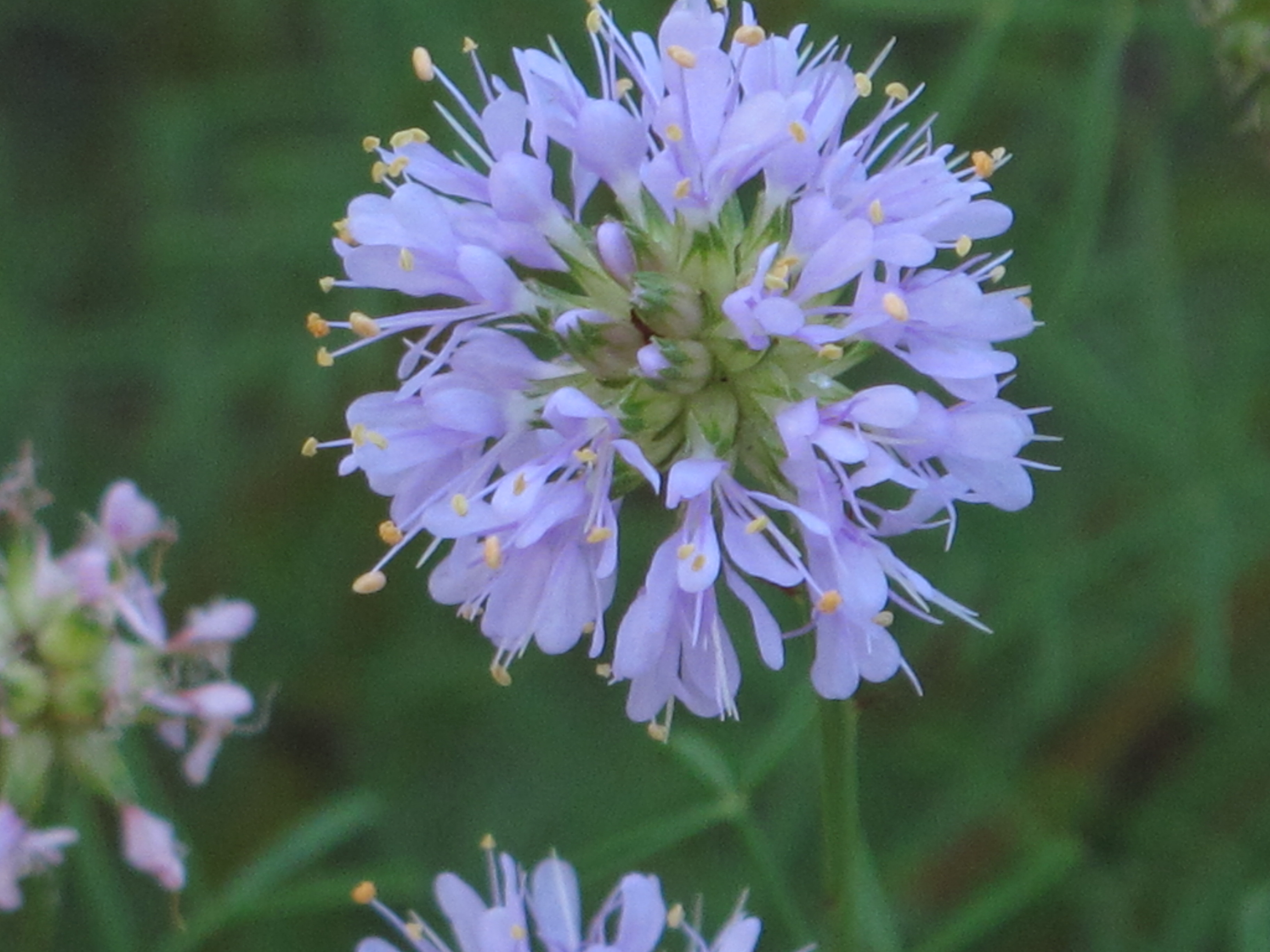
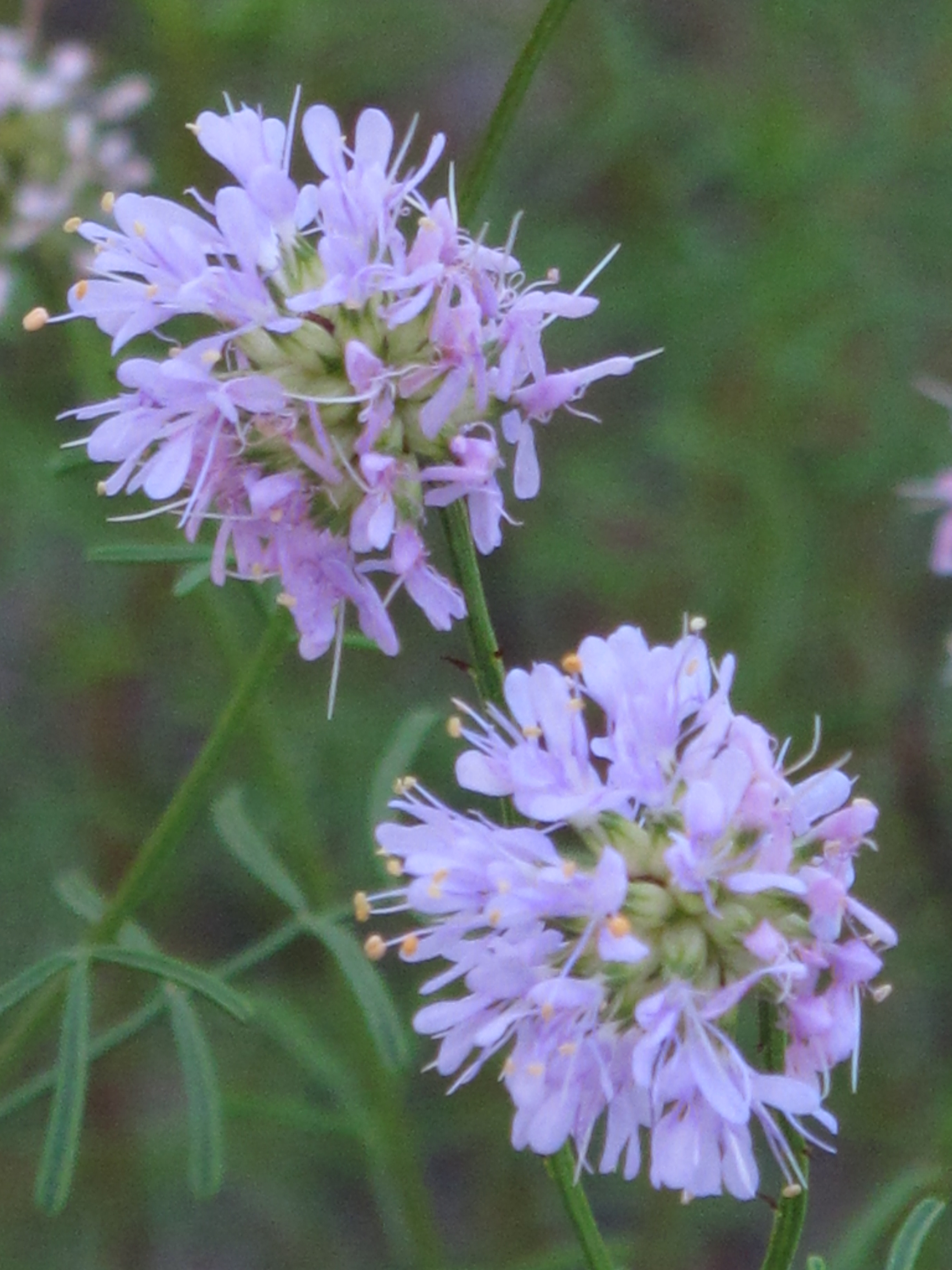